# Don't Walk Away
«Don't Walk Away» es una canción del grupo británico Electric Light Orchestra, publicada en el álbum de estudio Xanadu (1980). La canción, compuesta por Jeff Lynne, fue también publicada como el cuarto y último sencillo de la banda sonora, tras «I'm Alive», «Xanadu» y «All Over the World», en noviembre de 1980.
La canción, además de en la banda sonora, fue incorporada a la película Xanadu, en una secuencia animada de Don Bluth, y en el musical de Broadway homónimo, estrenado en 2007. El sencillo alcanzó el puesto 21 en la lista británica UK Singles Chart, un éxito inferior al de anteriores sencillos extraídos de la banda sonora.
El sencillo fue publicado con «Across the Border» como cara B, un tema publicado previamente en el álbum Out of the Blue (1977). La canción abre con un efecto de sonido semejante al de un tren de vapor, para luego hacer un puente con un violín, tocado por Mik Kaminski, y un moog. Según escribió Bev Bevan en las notas que acompañan a la edición japonesa de Out of the Blue: «Escucha primero ese ruido de trenes, también algunas trompetas al estilo español. Gran final con mucha supresión progresiva de la batería».

## Posición en listas
| País        | Lista                | Posición |
| ----------- | -------------------- | -------- |
| Alemania    | Media Control Charts | 52       |
| Irlanda     | Irish Singles Chart  | 7        |
| Reino Unido | UK Singles Chart     | 21       |